# Jacques Loew (réalisateur)
Pour les articles homonymes, voir Jacques Loew.
Jacques Loew est un réalisateur, scénariste et producteur français, né le 31 décembre 1914 dans le 20e arrondissement de Paris, ville où il est mort en son domicile dans le 16e arrondissement le 24 décembre 1975

## Filmographie

### Courts métrages
- 1947 : Paris au printemps
- 1948 : Les Drames du Bois de Boulogne
- 1949 : Bons Baisers de Dinard
- 1950 : La Leçon d'humour dans un parc
- 1961 : Une starlette qui a du chien

### Long métrage
- 1951 : Si ça vous chante